# Клеман Ноел
Клеман Ноел (рођен 3. маја 1997. године) је француски алпски скијаш. Специјализирао се за дисциплину Слалом и такмичио се на Зимским олимпијским играма 2018. године, где је освојио четврто место у слалому.

## Биографија
Ноел је из Ремиремонт у Вогезима, на североистоку Француске. У 2015. години придружио се француском Б тиму и дебитовао на Светском купу у новембру 2016. године у Левију у Финској. Постао је шампион Француске Слалом Елите са Лелексом 26. марта 2017. и постигао је своје прве бодове на Светском купу заузевши 20. место у слалому у Вал-д'Исереу 10. децембра 2017. Ушао међу најбољих десет пласманом на осмо место у слалому у Кицбилу 21. јануара 2018, а неколико недеља касније, 7. фебруара, освојио је слалом на Јуниорском Светском првенству у швајцарском Давосу.
Ноел се такмичио на својим првим Олимпијским играма у Пјонгчангу 2018. године и пропустио је медаљу, пласирајући се четврти у слалому. Свој први подијум у Светском купу освојио је једанаест месеци касније трком у слалому у Аделбодену 13. јануара 2019. Недељу дана касније, стекао је своју прву тркачку победу, у слалому у Венгену. На свом првом светском првенству у фебруару, био је седми у слалому.